# 沃蘭 (密蘇里州)
沃蘭（英語：Worland）是位於美國密蘇里州貝茨縣的非建制地區。

## 歷史
沃蘭的郵局於1887年設立，其後於1952年停運。

## 地理
沃蘭所處的海拔為高於海平面250米（即820英呎），而該地所採用的時區為UTC-6，即北美中部時區（CST）。同時該地設有夏令時間，為UTC-6調快一小時，即UTC-5（CDT）。